# Palazzo Ducale (Campagna)
Il Palazzo Ducale di Campagna è un edificio storico ubicato nel quartiere Zappino in largo Giulio Cesare Capaccio.

## Storia

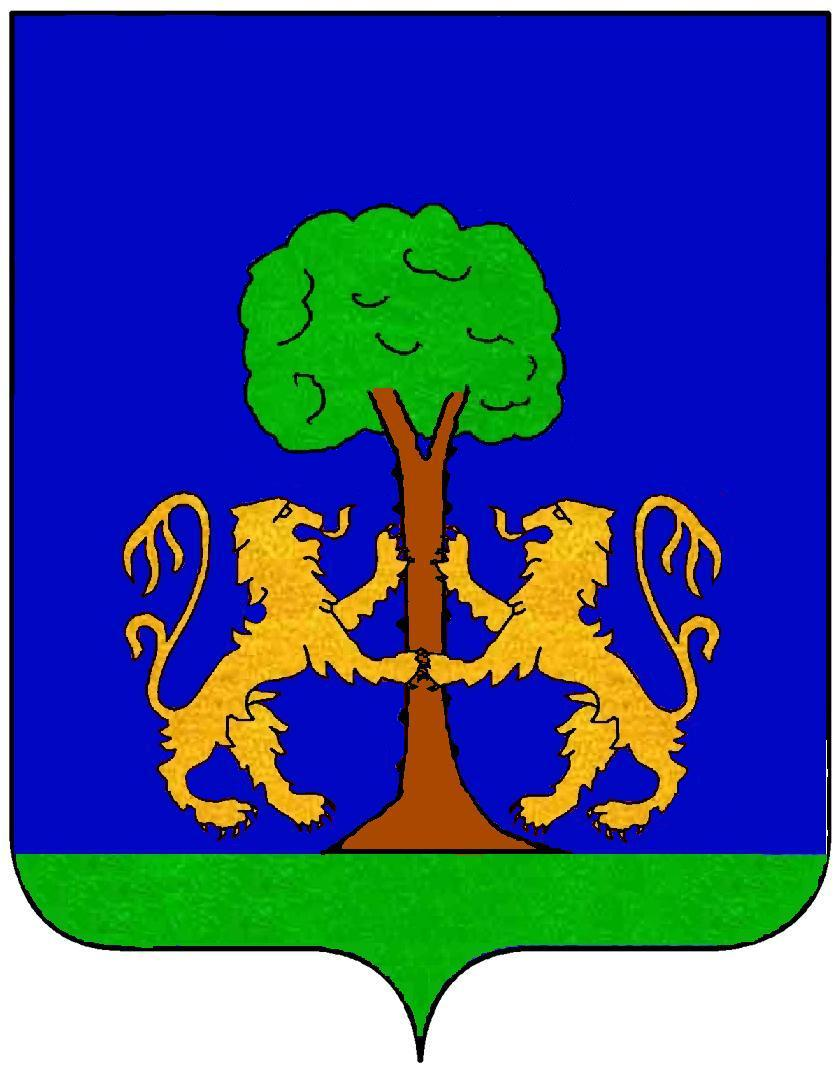
Stemma della famiglia Pironti

Nel 1694 il feudo di Campagna venne venduto dal Demanio a Nicola Pironti, Patrizio di Ravello che col feudo ottenne anche il titolo di primo Duca di Campagna. 
Nello stesso anno fece iniziare la costruzione di un nuovo palazzo feudale, il Palazzo Ducale, di fianco alla chiesa del Ss. Salvatore. Per la sua realizzazione venne ribaltata la facciata della chiesa in modo da trasferirne l'ingresso principale sull'attuale largo Giulio Cesare Capaccio e, venne abbattuto il campanile. L'edificio, di forma quadrangolare, si sviluppa su tre livelli con un cortile centrale rettangolare. La facciata è intonacata e tinteggiata di grigio chiaro e scuro, presenta nove balconi e tre finestre, quattro fondachi al piano terra e il portale principale in pietra dal quale si entra in un androne con volta a botte lunettata, con un affresco posto al centro, e da qui al cortile dove si apre il vano scala con i pianerottoli; i tre livelli della corte sono scanditi da grandi archi a tutto sesto e da ringhiere in ferro. Nel cortile vi è una fontana con un mascherone in pietra e, laterali all'accesso della scala, due tondi scultorei raffiguranti delle teste.